# Meti
Meti (llatí: Mettius) fou un antic praenomen romà dels temps més antics de la història de Roma usat pels sabins i pels llatins. Apareix en diversos personatges de l'etapa monàrquica i durant els primers anys de la República Romana, però ràpidament desapareix i cap al final de la República havia desaparegut i es considerava arcaic. No és clar si l'ortografia correcta és Meci (Metius) o Meti (Mettius), car en els millors manuscrits antics es troben les dues grafies.
Entre els romans més coneguts que portaren aquest praenomen, tots dels temps més antics de la història de Roma, hi ha:
- Meti Fufeci, el darrer rei d'Alba Longa.
- Meti Curci, heroi sabí que participà en l'episodi del rapte de les sabines.
- Meti Gemini, comandant de Túsculum a la darrera Guerra Llatina (340 aC).

Més tard també va esdevenir un nomen, com passà amb molts altres praenomina, i d'aquí prové la gens Mètia. Alguns personatges d'aquesta família foren:
- Publi Meti (llatí: Publius Mettius), un partidari de Saturní i Glàucia (100 aC) que va assassinar Gai Memmi, un dels candidats consulars d'aquell any.[2]
- Marc Meti (llatí: Marcus Mettius), un llegat de Juli Cèsar a la Gàl·lia. Cèsar el va enviar davant del rei sueu Ariovist l'any 58 aC, on va ser fet presoner pel rei germànic, però una mica després era rescatat per Cèsar.[3]
- Meti Pomposià, cònsol romà en temps de Vespasià.